# Качим ползучий
Качи́м ползу́чий, или Гипсофи́ла ползу́чая (лат. Gypsóphila répens) — многолетнее травянистое растение; типовой вид рода Качим семейства Гвоздичные.
Широко используется в цветоводстве.

## Ботаническое описание
Стебли распростёртые, образуют густые кустики высотой до 20 см.
Листья ланцетные, около 2 см длиной.
Цветки белые, есть формы с розовыми и нежно-розовыми цветками, диаметром меньше 1 сантиметра. Тычинки немного короче лепестков.
В культуре цветёт обильно в мае — июне, затем более слабо до осени. В природе — с июня по сентябрь.
Плод — коробочка.

## Распространение
Вид распространён в горах Европы (Альпы, Татры, Апеннины).

## В культуре
В культуре с 1774 года.
Лёгкий в культуре вид. Не нуждается в плодородной почве. Хорошо растёт на некислых песчаных или глинистых почвах с добавлением камней. Посадка осуществляется в местах, освещённых солнцем большую часть дня. После цветения рекомендуется обрезка побегов для стимулирования отрастания прикорневой поросли, которая легко черенкуется. Таким образом можно омолодить и размножить растение. В бесснежные зимы вымерзает, но прекрасно восстанавливается самосевом. В благоприятных условиях сорничает.
Наиболее известные садовые формы:
- Gypsophila repens f. pratense — кустики низкие, плотные, до 15 см высотой, цветки розовые.
- Gypsophila repens f. rosea — цветки нежно-розовые.

Широко распространены сорта:
- Gypsophila repens 'Pratensis' — цветки розовые.
- Gypsophila repens 'Letchworth Rose' — цветки розовые.
- Gypsophila repens 'Monstrosa' — цветки белые.
- Gypsophila repens 'Rosa Schönheit' — цветки розовые[4].

Гипсофила ползучая используется в альпинариях.